# USA:s nionde flotta
USA:s nionde flotta var en av USA:s numrerade flottor. Flottan bildades 1943 och var verksam under andra världskriget och i Vietnamkriget, därefter blev flottan inaktiv. Flottan var verksam i Atlanten och Stilla havet.